# BBYO
L'organització BBYO, abans coneguda com a Bnai Brith Youth Organization és un moviment juvenil jueu per a estudiants adolescents. En 2002 el moviment es va separar de l'organització dels B'nai B'rith (fills de l'aliança), i el grup va anomenar-se BBYO. La seva seu central es troba a Washington DC, en el Districte de Columbia.
L'organització emfatitza el seu model de lideratge juvenil, a on els líders adolescents són triats pels seus companys a un nivell local, regional, i nacional, i se'ls dona l'oportunitat de prendre les seves pròpies decisions programàtiques. La pertinença a BBYO està oberta a qualsevol estudiant jueu. Existeixen programes locals per a adolescents anomenats BBYO Connect.
BBYO està organitzat en capítols locals igual que les fraternitats i sororitats d'estudiants. Els capítols masculins són coneguts com a capítols AZA, i als seus membres se'ls coneix com a Alephs, els capítols femenins són coneguts com a capítols BBG, van ser en el passat organitzacions independents, sent fundades en 1924 i en 1944 respectivament, aquestes organitzacions van esdevenir germanes, perquè les dues van formar part de B'nai B'rith. En algunes comunitats hi ha capítols de BBYO que comparteixen les tradicions de les dues organitzacions.